# 均益大廈

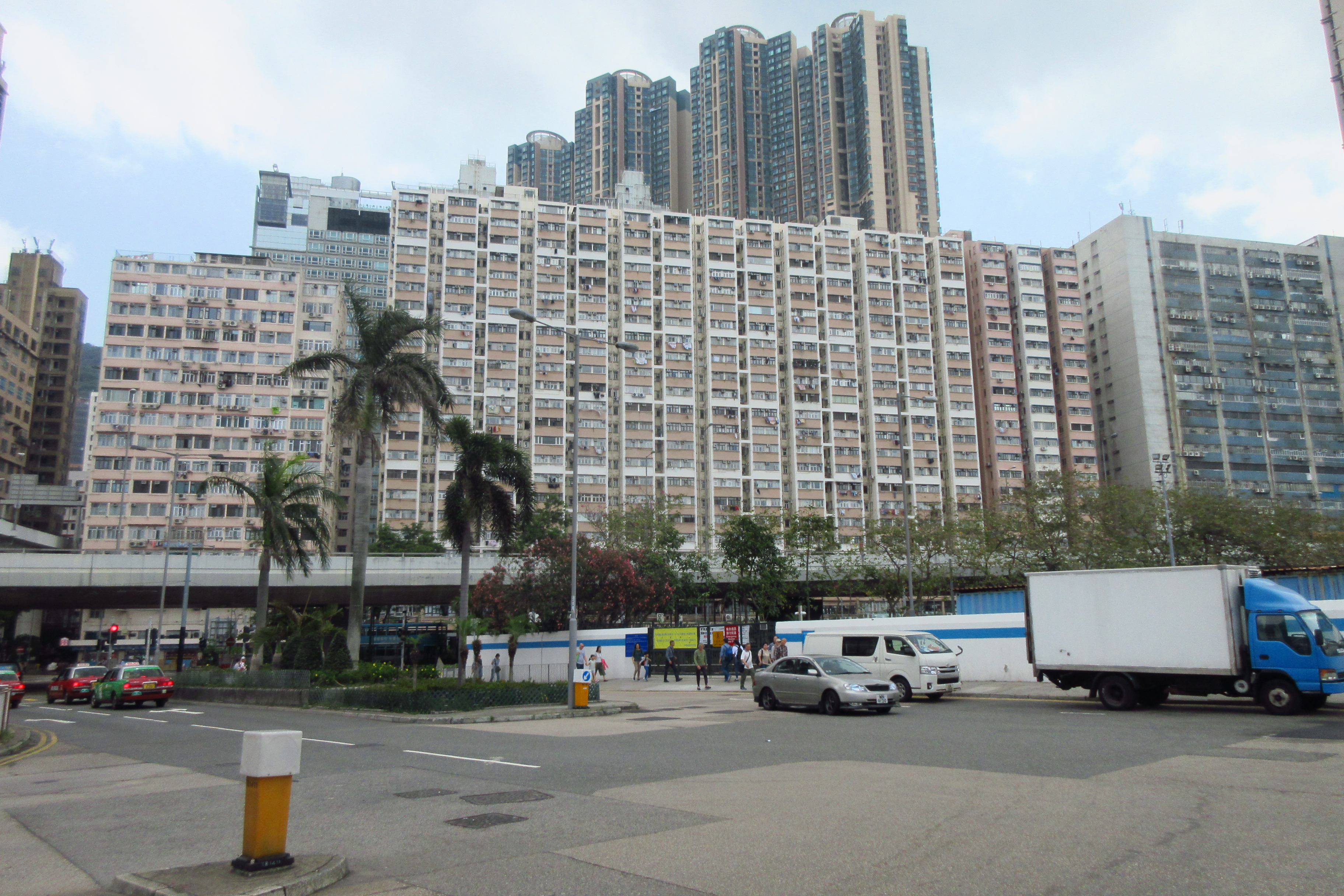
均益大廈第1期

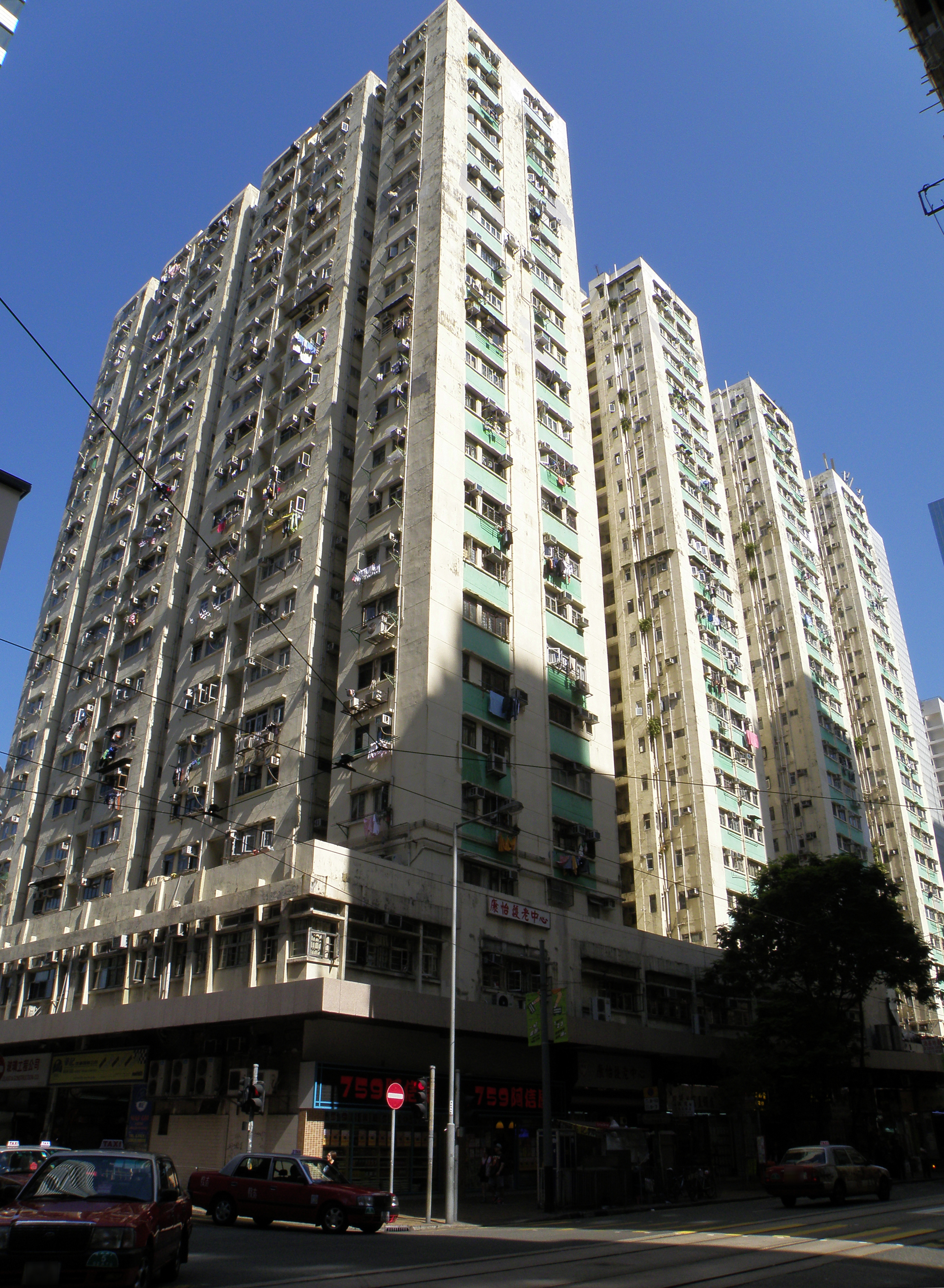
均益大廈第2期

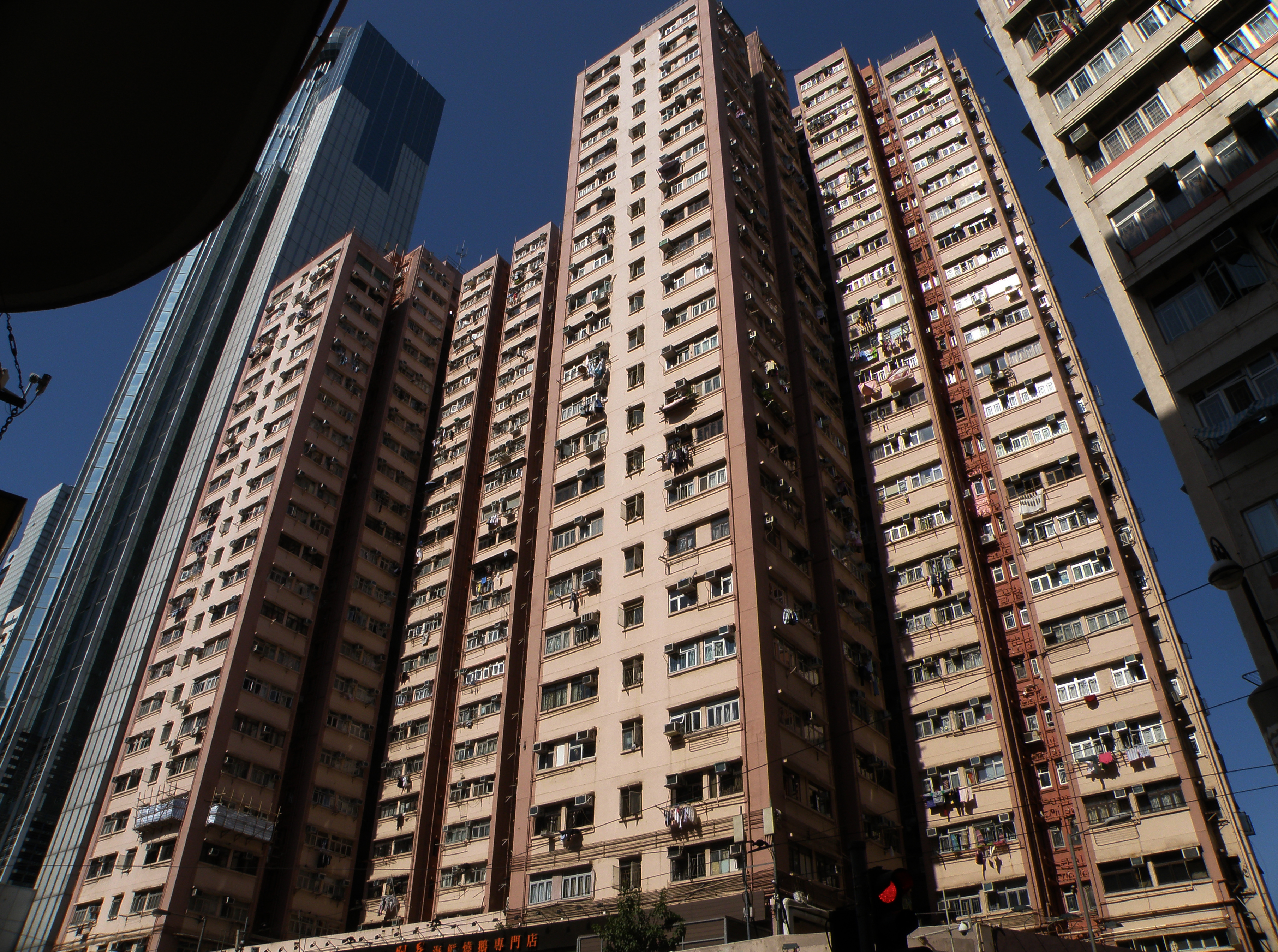
均益大廈第3期

均益大廈是香港港島石塘咀至西營盤德輔道西一帶早期的大型住宅屋苑，建成於1974年至1978年，發展商是黃埔船塢旗下的均益有限公司。物業分3期，物業由業主立案法團自行管理，部份由個別區議會議員提供法律等意見，社區發展方面是互相幫助。前身為著名的均益倉米倉。

## 歷史
均益倉（China Provident Co., Ltd.）成立於1898年，原本是新旗昌洋行創立的貸款按揭公司，後來轉型為貨倉企業；在張公勇（Samuel Macomber Churn）及羅沙（Carlos Augusto da Roza）的領導下不但成為香港首屈一指的倉庫商，更是香港恆生指數成份股的名字，張公勇去世後、均益倉改由英籍富商裘槎持有。1970年被和記洋行以黃埔船塢名義收購，1980年代被和黃私有化，其貨倉物業改建成現時的均益大廈及和富中心。

## 各期資料
| 期數   | 門牌號碼                                | 座號 | 大廈層數 | 住宅單位數目 | 入伙日期   |
| ------ | --------------------------------------- | ---- | -------- | ------------ | ---------- |
| 第一期 | 石塘咀德輔道西430-440A號                | -    | 22       | 924          | 1974年2月  |
| 第二期 | 西營盤德輔道西343號、干諾道西169-178號  | A    | 21       | 240          | 1977年10月 |
| 第二期 | 西營盤德輔道西343號、干諾道西169-178號  | B    | 24       | 230          | 1977年10月 |
| 第二期 | 西營盤德輔道西343號、干諾道西169-178號  | C    | 24       | 184          | 1977年10月 |
| 第二期 | 西營盤德輔道西343號、干諾道西169-178號  | D    | 24       | 184          | 1977年10月 |
| 第三期 | 西營盤德輔道西271-285號、干諾道西158A號 | A    | 25       | 371          | 1978年6月  |
| 第三期 | 西營盤德輔道西271-285號、干諾道西158A號 | B    | 25       | 371          | 1978年6月  |

## 內部
均益大廈各期內部地面都有商場，雖然商業不活躍，光線不足，又沒有名店，但是面向德輔道西（電車路）的街店也有酒樓、五金店、家具店等。均益大廈內有部份物業單位已經改建成老人院。

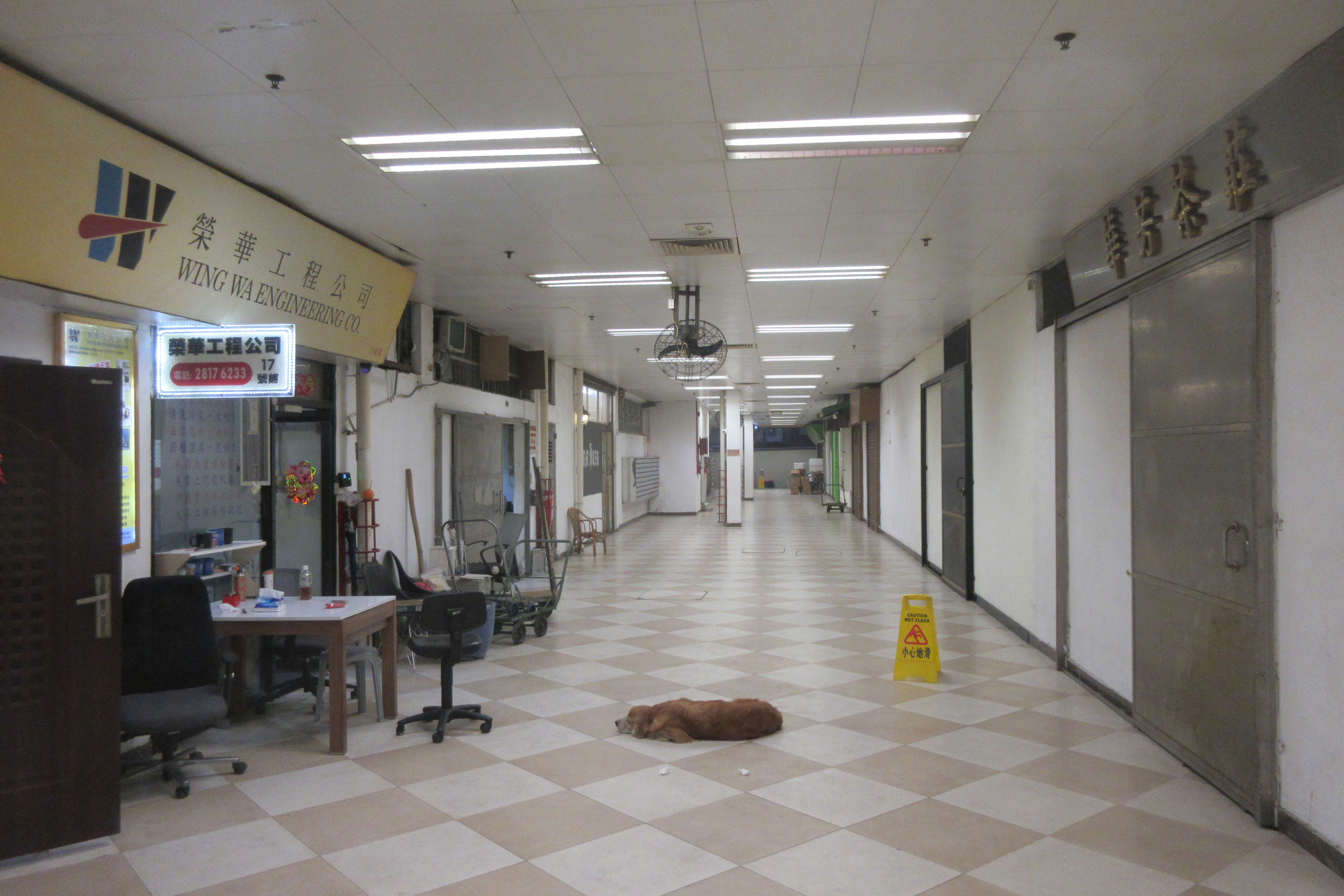
均益大廈第1期商場內貌
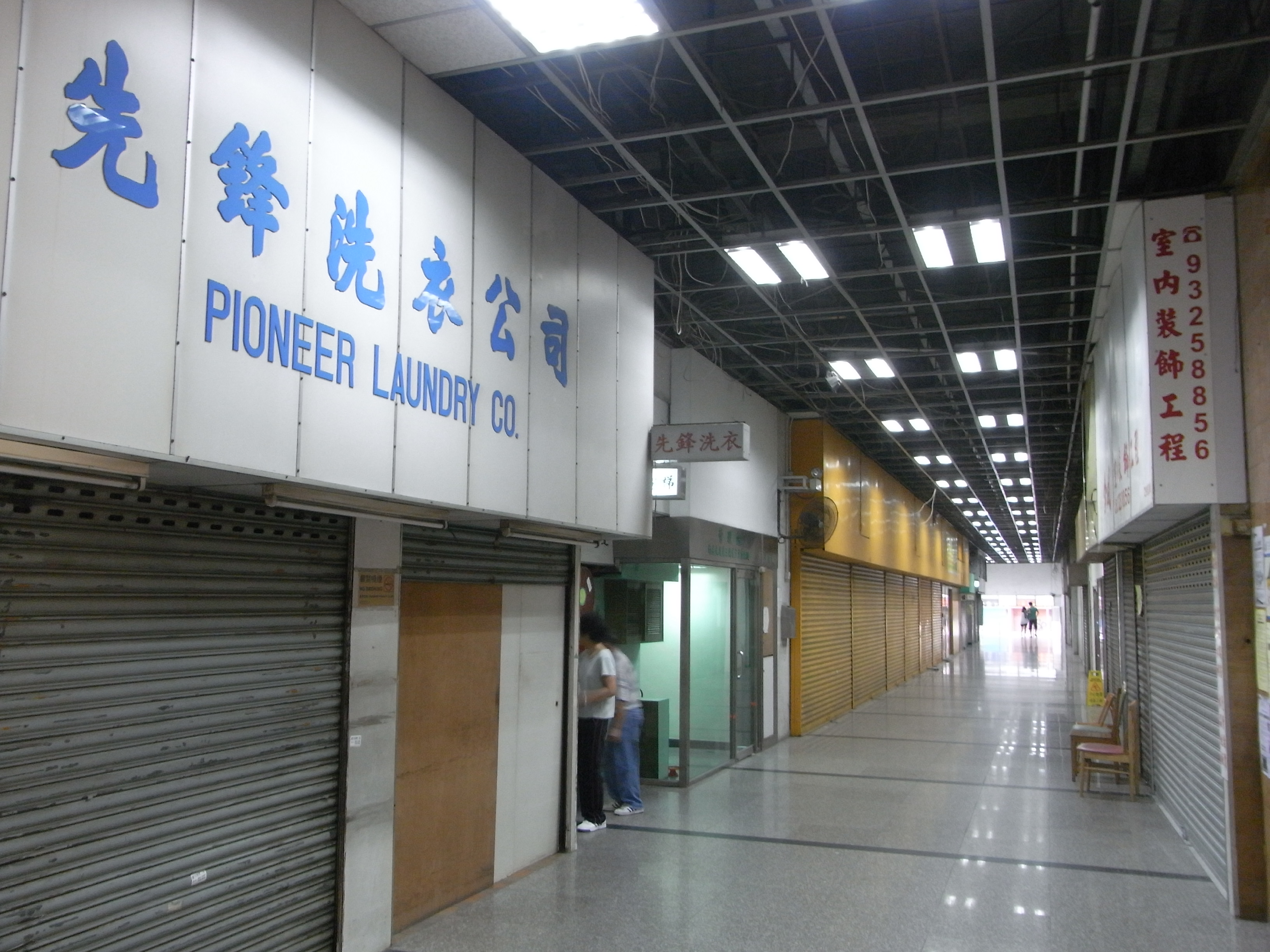
均益大廈第3期商場內貌
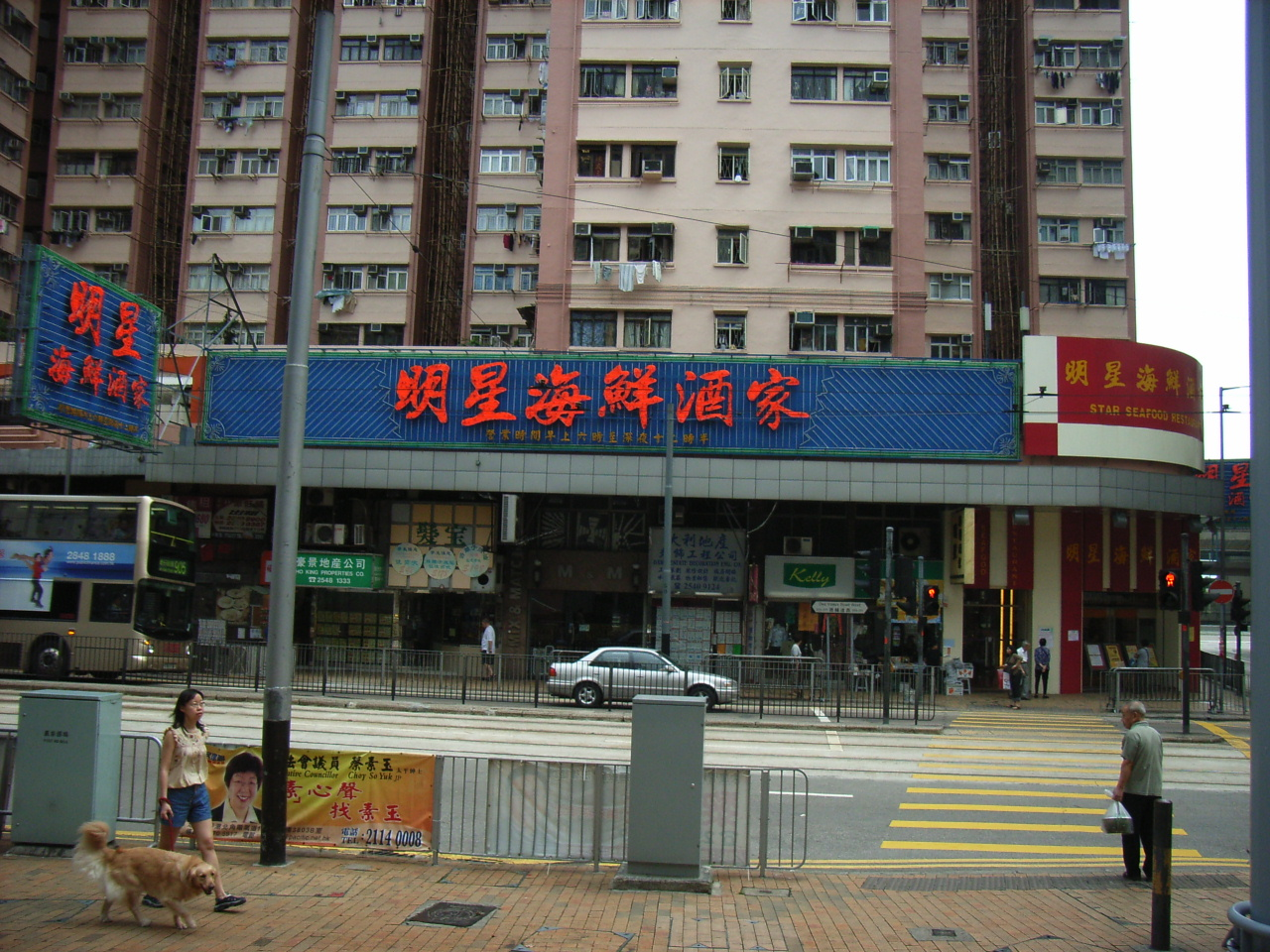
均益大廈第3期明星海鮮酒家

## 事件
- 1980年9月20日，均益大廈第二期3樓，男子謝健輝（21歲，印刷工人）斬死情敵曾繁宗（20歲）及斬傷女友黃靜敏（18歲）後，手持利刀危坐在25樓天台與警方對峙。
- 2023年7月11日，廉政公署落案起訴一名75歲任職高級物業顧問男子，涉嫌2021年9月底至2022年8月中期間將大廈翻新工程的三成利潤，賄賂大廈業主立案法團秘書，以協助一間工程承辦商取得該項逾7000萬元的工程合約。而署方亦發現被告曾經在2017年4月至2018年1月期間擔任均益大廈二期的法團秘書。[4]

## 外部連結
- 西營盤均益大廈第1期、第2期、第3期位置地圖（页面存档备份，存于）
- 有另一建築物(唐樓)也名為"均益大廈"（页面存档备份，存于）位置在香港堅尼地城卑路乍街150號 堅尼地城(唐樓)均益大廈 新聞資料[永久]
- 香港大學圖書館：「均益大厦 第三期」售樓說明書